# Shimoda
Shimoda (jap. 下田市 Shimoda-shi) – miasto w Japonii, w prefekturze Shizuoka (środkowe Honsiu).

## Położenie
Miasto leży w zachodniej części prefektury Shizuoka na południu półwyspu Izu. Miasto graniczy z trzema miasteczkami w prefekturze Shizuoka.

## Historia
W latach 50. XIX wieku miasto odegrało znaczącą rolę w otwarciu i kontaktach Japonii z Zachodem. W 1854 roku podpisano pierwszy japoński traktat z obcym mocarstwem – Traktat z Kanagawy – zgodnie z którym porty Shimoda i Hakodate zostały otwarte dla Stanów Zjednoczonych. W mieście powstał pierwszy konsulat amerykański w świątyni Gyokusen-ji. Konsulem został Townsend Harris (1804–1878).
W 1855 roku został tutaj podpisany, w świątyni buddyjskiej Ryōsen-ji, "Traktat z Shimody", pomiędzy Japonią i Rosją.
Miasto oficjalnie dostało prawa miejskie 1 stycznia 1971 roku.

## Zobacz też

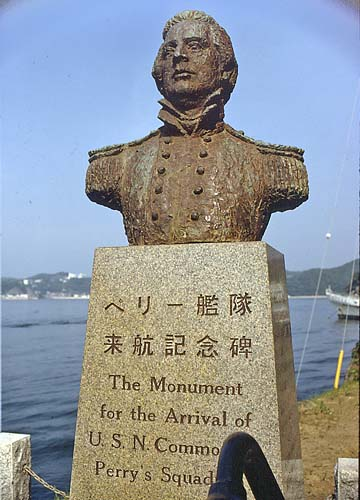
Popiersie komodora
Matthew C. Perry'ego, Shimoda

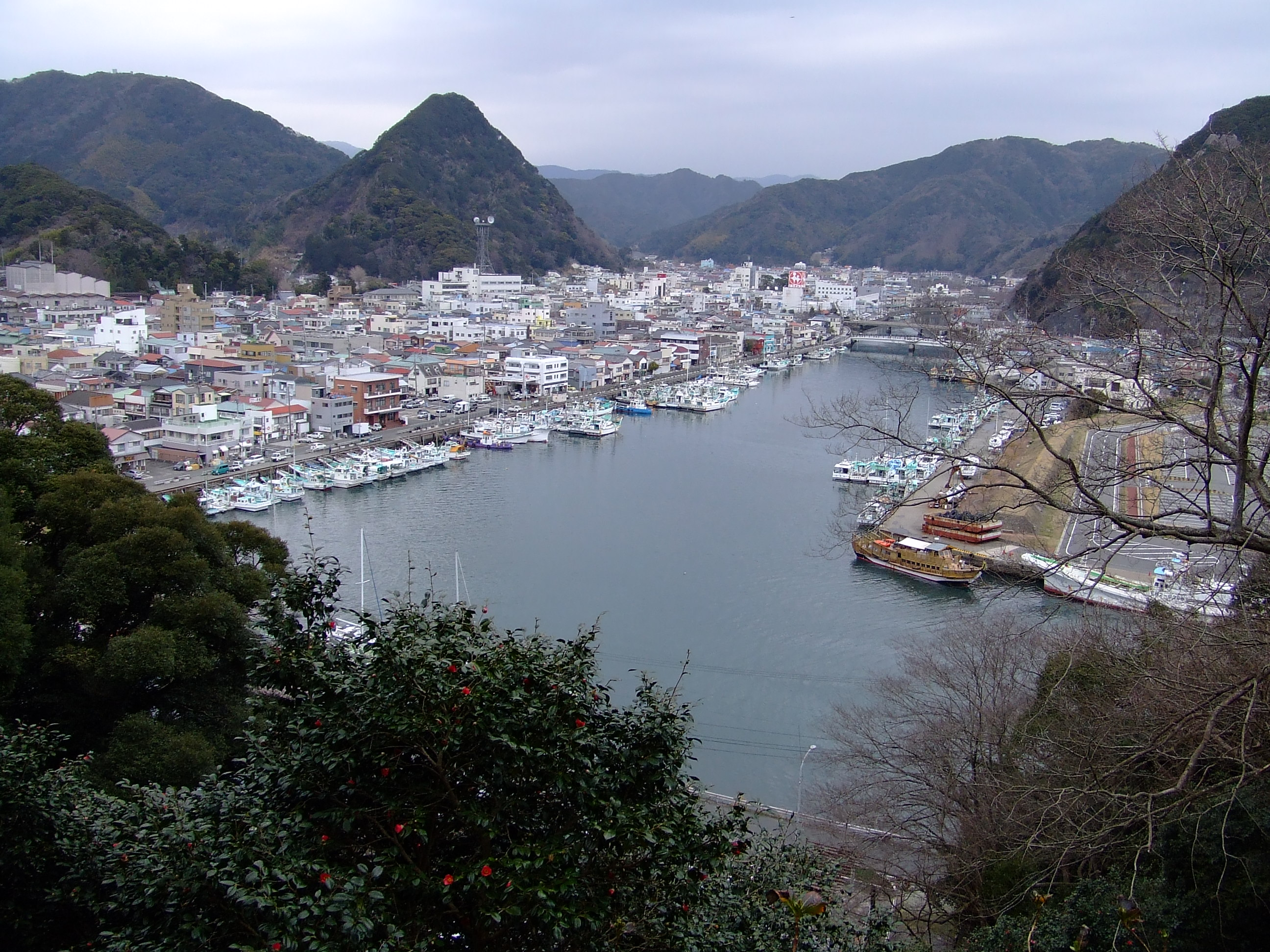
Widok miasta

## Miasta partnerskie
- Stany Zjednoczone: Newport